# チョン・ドンソク
チョン・ドンソク（朝: 전동석）は韓国のミュージカル俳優。
2009年ミュージカル『ノートルダム・ド・パリ』のグランゴワール役でミュージカル俳優としてデビューした。

## 出演

### ミュージカル
| 年度 | 作品                          | 役                                       | 期間                       | 劇場                                                      |
| ---- | ----------------------------- | ---------------------------------------- | -------------------------- | --------------------------------------------------------- |
| 2009 | ノートルダム・ド・パリ        | グランゴワール                           | 08.01 ~ 08.27              | 国立劇場 へオルム劇場                                     |
| 2009 | ロミオとジュリエット          | ロミオ                                   | 11.03 ~ 12.13              | ウリ金融アートホール                                      |
| 2010 | モンテ・クリスト伯            | アルバート                               | 04.21 ~ 06.13              | ユニバーサルアートセンター                                |
| 2011 | 天国の涙                      | ジュン                                   | 02.01 ~ 03.19              | 国立劇場 へオルム劇場                                     |
| 2011 | モンテ・クリスト伯            | アルバート                               | 03.01 ~ 04.24              | 忠武アートセンター 大劇場                                 |
| 2011 | モーツァルト!                 | ヴォルフガング                           | 05.24 ~ 07.03              | 城南アートセンター オペラハウス                           |
| 2011 | ハムレット                    | レアティーズ                             | 10.20 ~ 12.17              | ユニバーサルアートセンター                                |
| 2012 | エリザベート                  | ルドルフ                                 | 02.08 ~ 05.13              | ブルースクエア SAMSUNG電子ホール(現：新韓カードホール)    |
| 2012 | 二都物語                      | チャールズ・ダーニー                     | 08.24 ~ 10.07              | 忠武アートセンター 大劇場                                 |
| 2012 | ウェルテル                    | ウェルテル                               | 10.25 ~ 12.16              | ユニバーサルアートセンター                                |
| 2013 | 太陽を抱く月                  | イ・フォン                               | 06.08 ~ 06.23              | Poeun Art Hall                                            |
| 2013 | エリザベート                  | トート                                   | 07.26 ~ 09.07              | 芸術の殿堂 オペラハウス                                   |
| 2013 | ノートルダム・ド・パリ        | グランゴワール                           | 09.27 ~ 11.17              | ブルースクエア SAMSUNG電子ホール(現：新韓カードホール)    |
| 2014 | 太陽を抱く月                  | イ・フォン                               | 01.18 ~ 02.23              | 芸術の殿堂 CJ トウォル劇場                                |
| 2014 | マリー・アントワネット        | アクセル・フェルセン                     | 11.01 ~ 2015.02.08         | シャルロッテシアター                                      |
| 2015 | エリザベート                  | トート                                   | 06.13 ~ 09.06              | ブルースクエア SAMSUNG電子ホール(現：新韓カードホール)    |
| 2015 | フランケンシュタイン          | ビクター・フランケンシュタイン／ジャック | 11.26 ~ 2016.03.20         | 忠武アートセンター 大劇場                                 |
| 2016 | モーツァルト!                 | ヴォルフガング                           | 06.10 ~ 08.07              | 世宗文化会館 大劇場                                       |
| 2016 | ファントム                    | ファントム（エリック）                   | 11.26 ~ 2017.02.26         | ブルースクエア SAMSUNG電子ホール(現：新韓カードホール)    |
| 2017 | ルドルフ 〜ザ・ラスト・キス〜 | ルドルフ                                 | 12.15 ~ 2018.03.11         | LGアートセンター                                          |
| 2018 | フランケンシュタイン          | ビクター・フランケンシュタイン／ジャック | 06.20 ~ 08.26              | ブルースクエア インターパークホール(現：新韓カードホール) |
| 2018 | ジキル&ハイド                 | ヘンリー・ジキル & エドワード・ハイド    | 11.13 ~ 2019.05.19         | シャルロッテシアター                                      |
| 2019 | ヘドウィグ                    | ヘドウィグ                               | 08.16 ~ 11.03              | 弘益大学大学路アートセンター 大劇場                       |
| 2019 | ジキル&ハイド アンコール      | ヘンリー・ジキル & エドワード・ハイド    | 09.03 ~ 09.15              | シャルロッテシアター                                      |
| 2020 | ドラキュラ                    | ドラキュラ伯爵                           | 02.11 ~ 06.07              | シャルロッテシアター                                      |
| 2021 | ファントム                    | ファントム（エリック）                   | 03.17 ~ 04.29              | シャルロッテシアター                                      |
| 2021 | ドラキュラ                    | ドラキュラ伯爵                           | 05.20 ~ 08.01              | ブルースクエア 新韓カードホール                           |
| 2021 | フランケンシュタイン          | ビクター・フランケンシュタイン／ジャック | 11.24 ~ 2022.02.20         | ブルースクエア 新韓カードホール                           |
| 2022 | ジキル&ハイド                 | ヘンリー・ジキル & エドワード・ハイド    | 02.26 ~ 05.08              | シャルロッテシアター                                      |
| 2023 | オペラ座の怪人                | ファントム                               | 03.30 ~ 06.18              | 釜山 ドリームシアター                                     |
| 2023 | オペラ座の怪人                | ファントム                               | 07.21 ~ 11.19              | シャルロッテシアター                                      |
| 2023 | ドラキュラ                    | ドラキュラ伯爵                           | 12.06 ~ 2024.03.03         | シャルロッテシアター                                      |
| 2024 | ドラキュラ                    | ドラキュラ伯爵                           | 03.20 ~ 03.24              | 大田芸術の殿堂                                            |
| 2024 | ヘドウィグ                    | ヘドウィグ                               | 03.22 ~ 06.23              | シャルロッテシアター                                      |
| 2024 | ドラキュラ                    | ドラキュラ伯爵                           | 04.02 ~ 04.07              | 釜山文化会館                                              |
| 2024 | フランケンシュタイン          | ビクター・フランケンシュタイン／ジャック | 06.05 ~ 08.25              | ブルースクエア 新韓カードホール                           |
| 2024 | ジキル&ハイド                 | ヘンリー・ジキル／エドワード・ハイド     | 11.29 ~ 2025.05.18（予定） | ブルースクエア 新韓カードホール                           |

### 演劇
| 年度 | 作品     | 役            | 期間          | 劇場                             |
| ---- | -------- | ------------- | ------------- | -------------------------------- |
| 2011 | 恋愛戯曲 | ムカイ マサヤ | 09.04 ~ 10.31 | 忠武アートセンター 小劇場 ブルー |

### アルバム
- 2013年 Two of Us[7]
- 2017年 Musical Phantom 2016 Live Recording Korean Cast
- 2024年 Musical Dracula 10th ANNIVERSARY CAST RECORDING[8][9]

### コンサート
- 2012年12月25日～2013年1月3日 シアタークリエ 5th Anniversary「ONE-HEART MUSICAL FESTIVAL」（シアタークリエ）
- 2013年4月1日 K-Musical Stars Concert 2013（赤坂ACTシアター）[10]
- 2013年12月20日 キム・スンデ＆チョン・ドンソクCHRISTMAS CONCERT（ヤマハホール）
- 2014年3月22日 キム・スンデ&チョン・ドンソク 1st Fanmeeting in Japan ～Sweet Dreams in Spring～（かめあり リリオホール）[11]
- 2014年6月27日～29日 VOICE OF WONDERS 〜Amazing! Musical Stars Concert 2014〜（東京グローブ座）
- 2014年12月31日 世宗文化会館 除夜コンサート（朝: 세종문화회관 제야콘서트）（韓国 世宗文化会館）
- 2015年9月12日 The Greatest Vocalist Vol.03 チョン・ドンソク（東京文化会館・小ホール）
- 2017年6月10日～11日 MUSICAL NORI CLUB Channel M（韓国 Kwanglim Arts Center BBCH Hall）
- 2017年9月10日 The Musical Festival in GALAXY（韓国 蘭芝漢江公園）
- 2018年9月22日 ファンタスティック・ミュージカルコンサート2018（東京・東京国際フォーラム ホールC）
- 2018年10月20日 スターライト・ミュージカル・フェスティバル（仁川パラダイス・シティ）
- 2018年12月1日～2日 2018グレイテスト・アーティスト・シリーズ<FALL In K-Musicals!>（韓国 世宗文化会館 大劇場）
- 2019年1月17日 ファンタスティック・ミュージカルコンサート2019（東京オペラシティ コンサートホール）
- 2019年10月4日～5日 10周年記念ソロコンサート「初めてのプレゼント」（韓国 ブルースクエア アイマーケットホール）
- 2020年2月1日～2日 ファンタスティック・ミュージカルコンサート2020（韓国 ブルースクエアアイマーケットホール）
- 2022年12月29日～30日 ソロコンサート「2回目のプレゼント〜待つ〜」（韓国 ロッテコンサートホール）
- 2023年8月19日 セクシー同顔クラブ（韓国 麻浦アートセンター）
- 2023年10月17日 BRANDON LEE シンフォニーOSTコンサート『フランケンシュタイン』（韓国 世宗文化会館）
- 2024年10月26日 セクシー同顔クラブ DAY3（韓国 忠武アートセンター 大劇場）